# Sätra industriområde

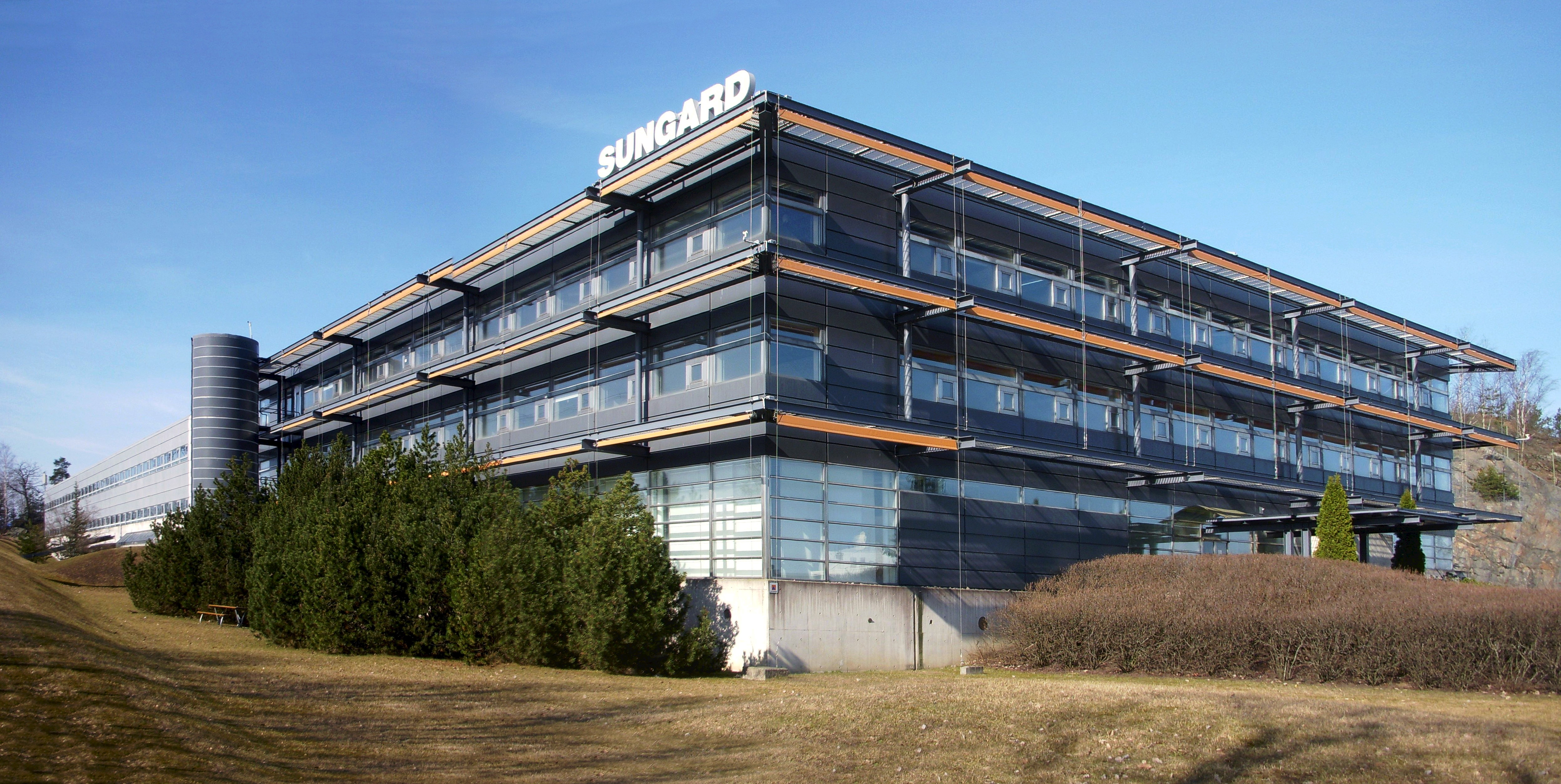
Före detta Canonhuset är blåklassad av Stadsmuseet.

Sätra industriområde (även Sätra arbetsområde) sträcker sig längs med norra sidan av Södertäljevägen i stadsdelen Sätra i södra Stockholm. Området började anläggas i slutet av 1960-talet och har idag enligt Stockholms stadsmuseum "positiv betydelse för stadsbilden".

## Historik
Innan stadsdelen Sätra började bebyggas var Sätra varv, Kungshatts tegelbruk och i viss utsträckning jordbruket det som gav arbetstillfällen i Sätra. I generalplanen för Sätra från 1962 utpekades ett område som skulle disponeras för arbetsändamål. Området lades som en buffert mellan Södertäljevägen och bostadsbebyggelsen och fick gångavstånd till tunnelbanestationen vid Sätra centrum. Stadsplaner upprättades 1967 för fastigheterna Storsätra och Lillsätra och 1974 för Stensätra samt Hällsätra. På de båda senare fastigheterna låg tidigare en stenkross med ett högt krossberg som inspirerade till kvartersnamnen. Tillåten byggnadshöjd sattes till tre våningar.

## Bebyggelsen

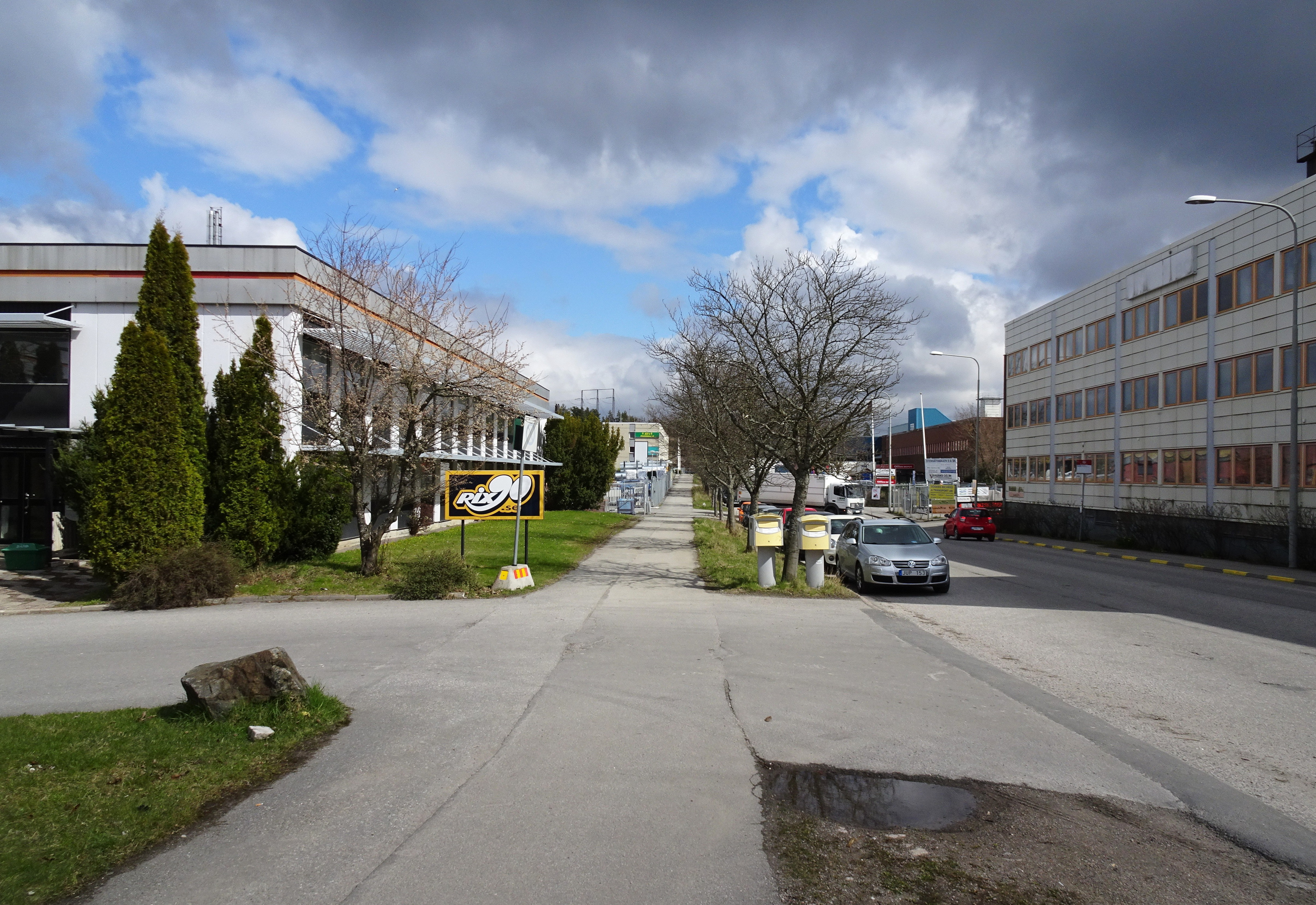
Stensätravägen österut, 2016.

Enligt stadsplanen skulle Sätra arbetsområde bebyggas med kontor, lätt industri, verkstäder och lager. Även ett hotell fanns med i planeringen. Området nås via Skärholmsvägen som sträcker sig utmed norra sidan. Internvägar är Storsätragränd, Stensätravägen och Strömsätravägen. Mot nordost vidtar ett mindre industriområde i Bredäng, där ett antal bilföretag har sina filialer.
Bland de första industrihusen som uppfördes i Sätra industriområde var Honeywells kontorsbyggnad från 1968 (arkitekt Bo Möller) i kvarteret Lillsätra. Byggnaden har fasader av storkorrugerad, vit lackerad aluminiumplåt med svarta fönsterband och en svart målad utrymningstrappa på gaveln. Huset byggdes till på 1990-talet. Grannkvarteret Storsätra började bebyggas i början av 1970-talet efter ritningar av Jacobson & Strömberg arkitektkontor. Komplexet består av tre mot varann förskjutna byggnadskroppar uppförda i betongelement. Samma arkitekt ritade även kontor och lager i kvarteret Stensätra (Stensätravägen 2-4), även det i betongelement. En anläggning för Svensk bilprovning uppfördes i början på 1970-talet i kvarteret Stensätra. Idag har Opus Bilprovning AB sin verksamhet här.
Ett av husen som utmärker sig med sin genomarbetade arkitektur är före detta Canonhuset från 1978 (arkitekt Tengbom). Byggnaden räknas till ett av de få exemplen för svensk high tech-arkitektur. Huset har blivit blåklassat av Stockholms stadsmuseum, som anser att dess kulturhistoriska värde motsvarar fordringarna för byggnadsminnen i kulturminneslagen. I övrigt är hela industriområdet gulklassat av Stadsmuseet, vilket innebär "bebyggelse av positiv betydelse för stadsbilden och/eller av visst kulturhistoriskt värde".

## Bilder

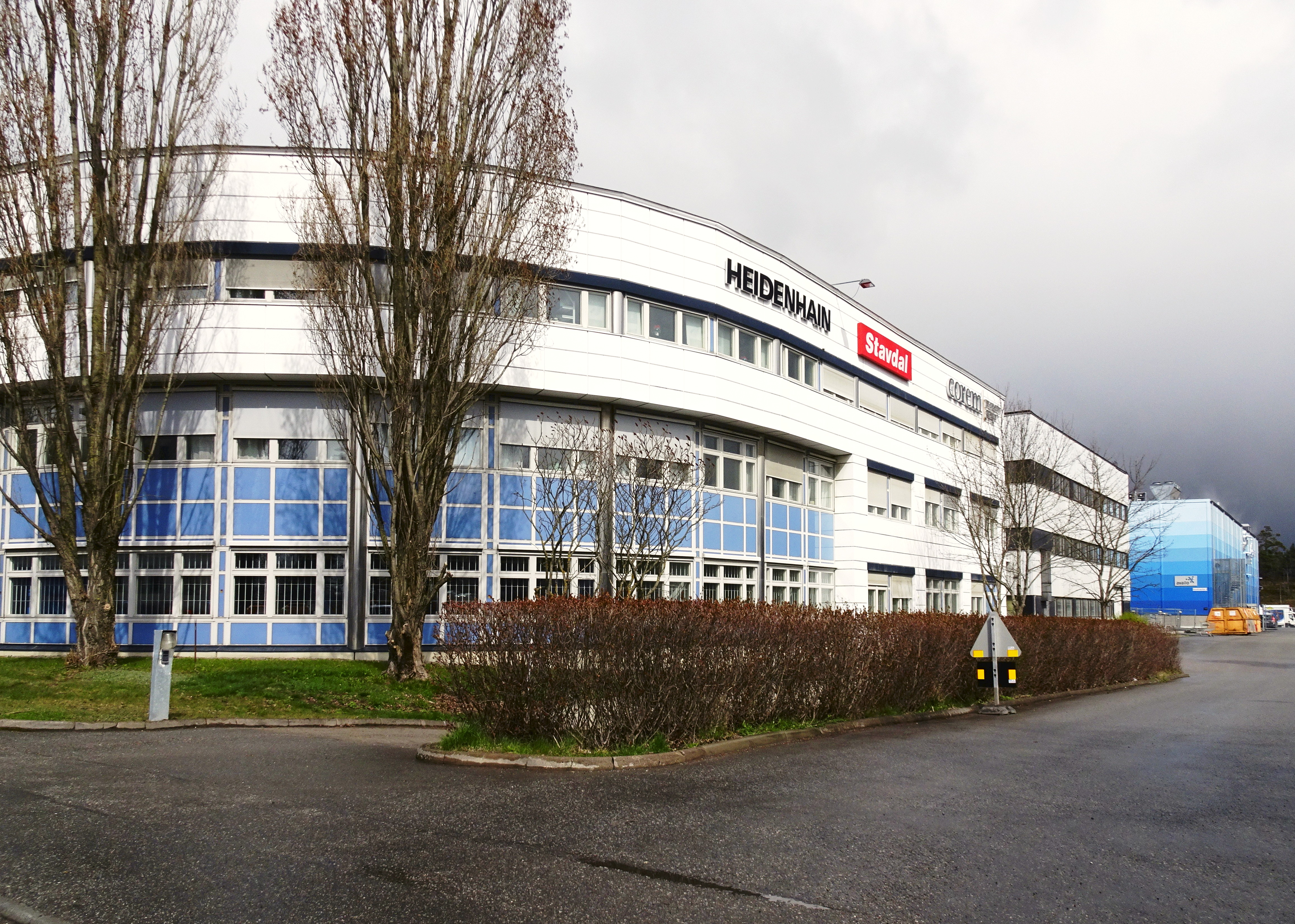
Kvarteret Lillsätra. Skärholmsvägen 3-5.
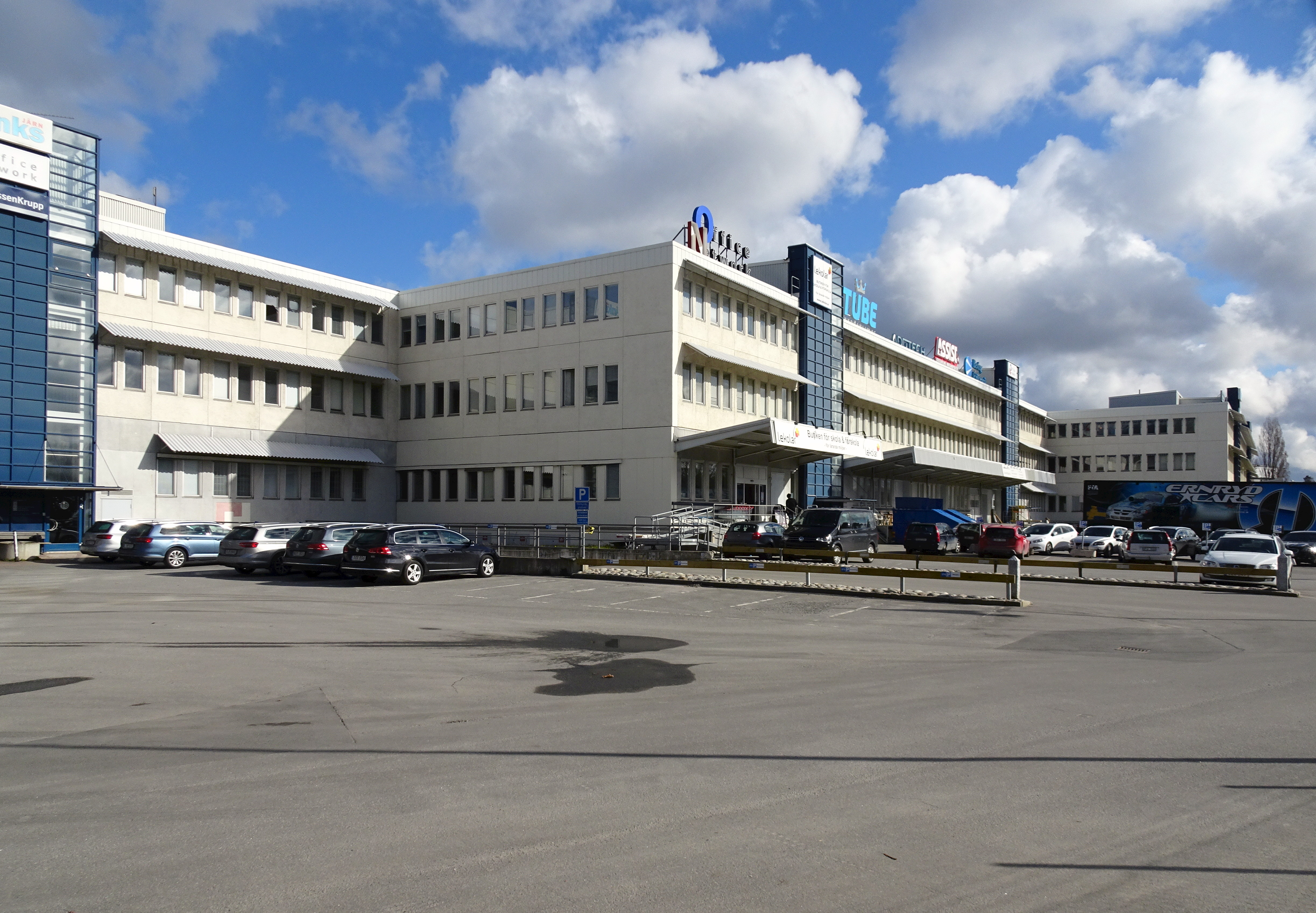
Kvarteret Storsätra. Storsätragränd 24-26.
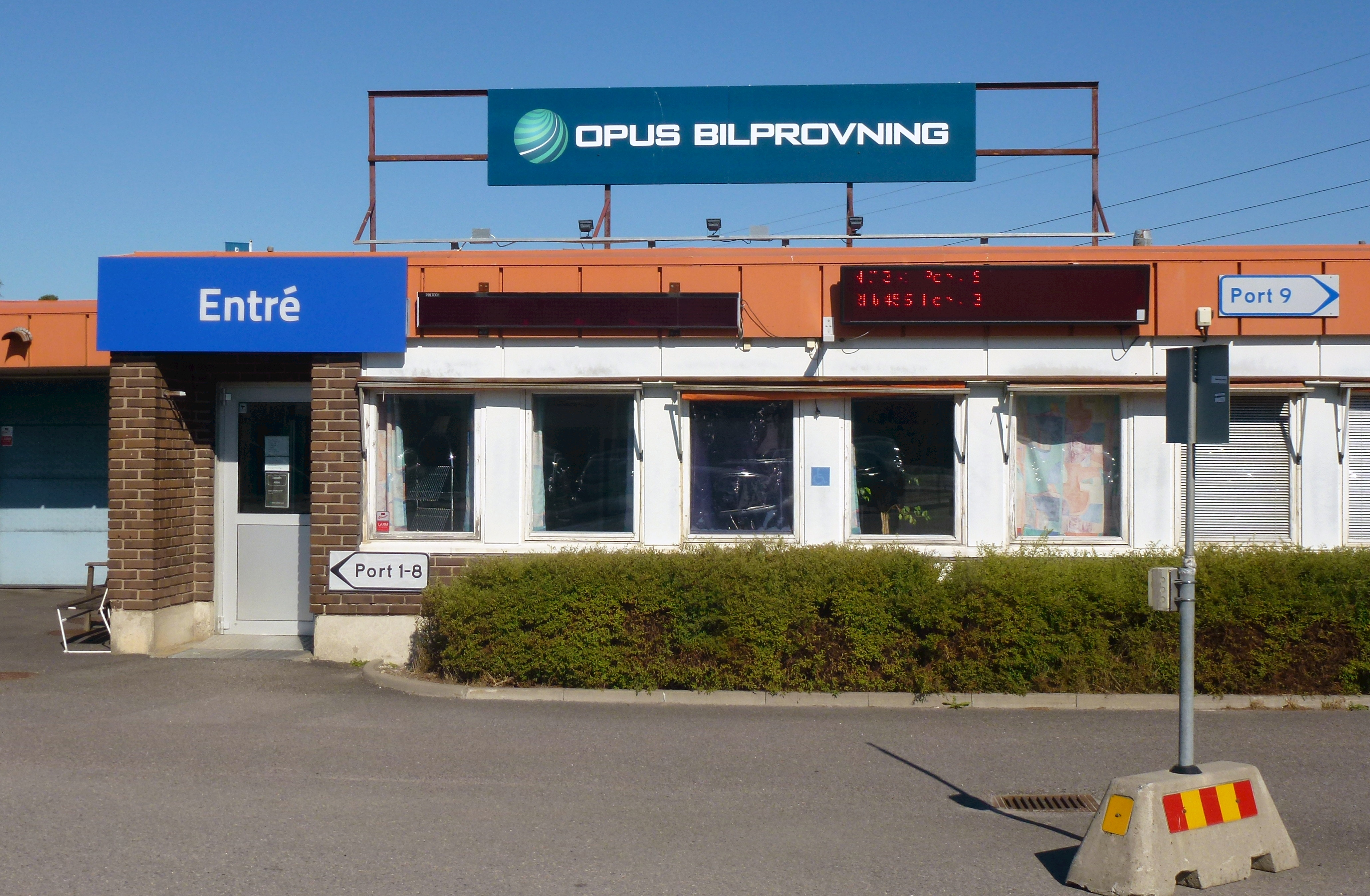
Bilprovningen. Strömsätravägen 14.
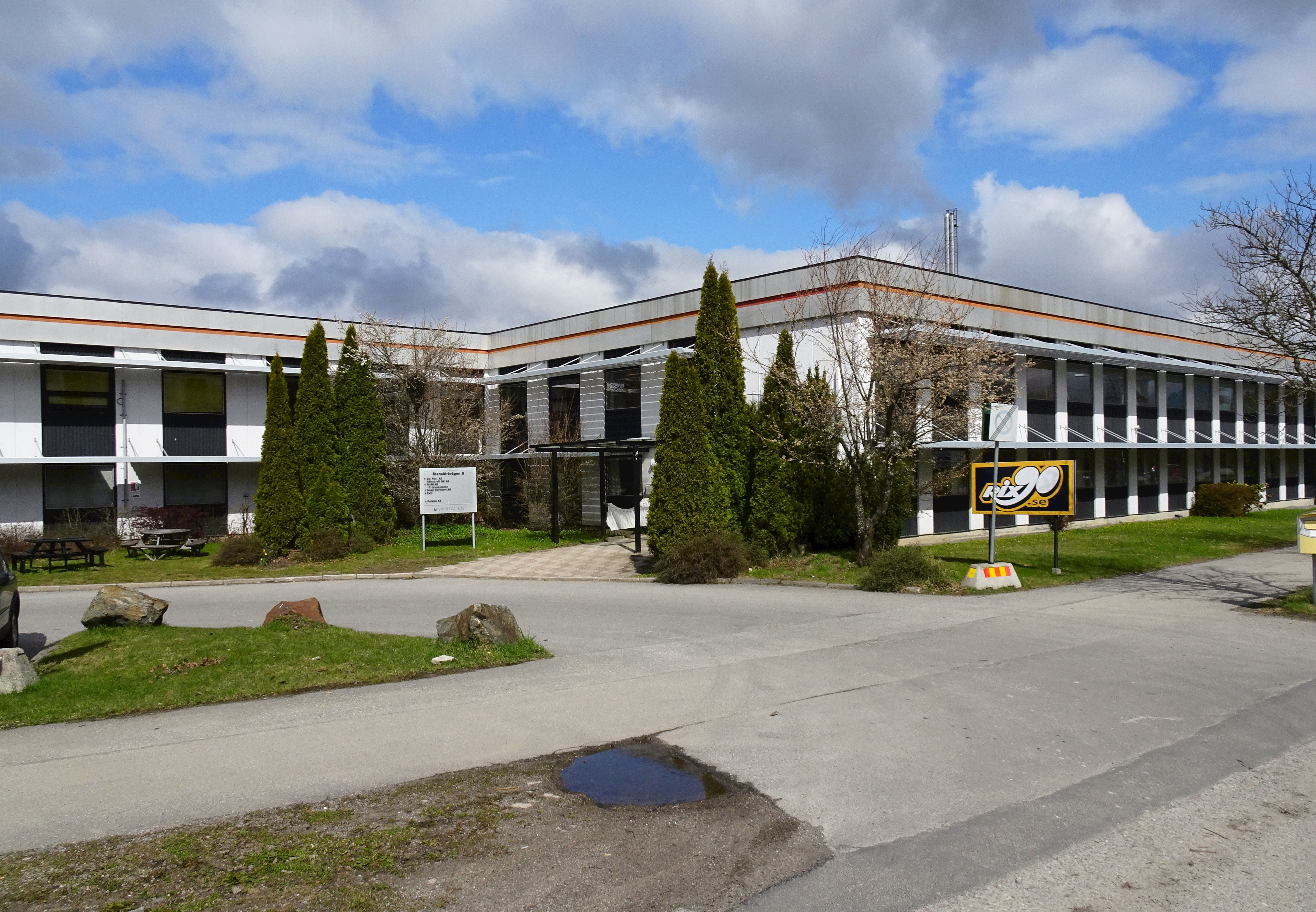
Kvarteret Stensätra. Stensätravägen 8.
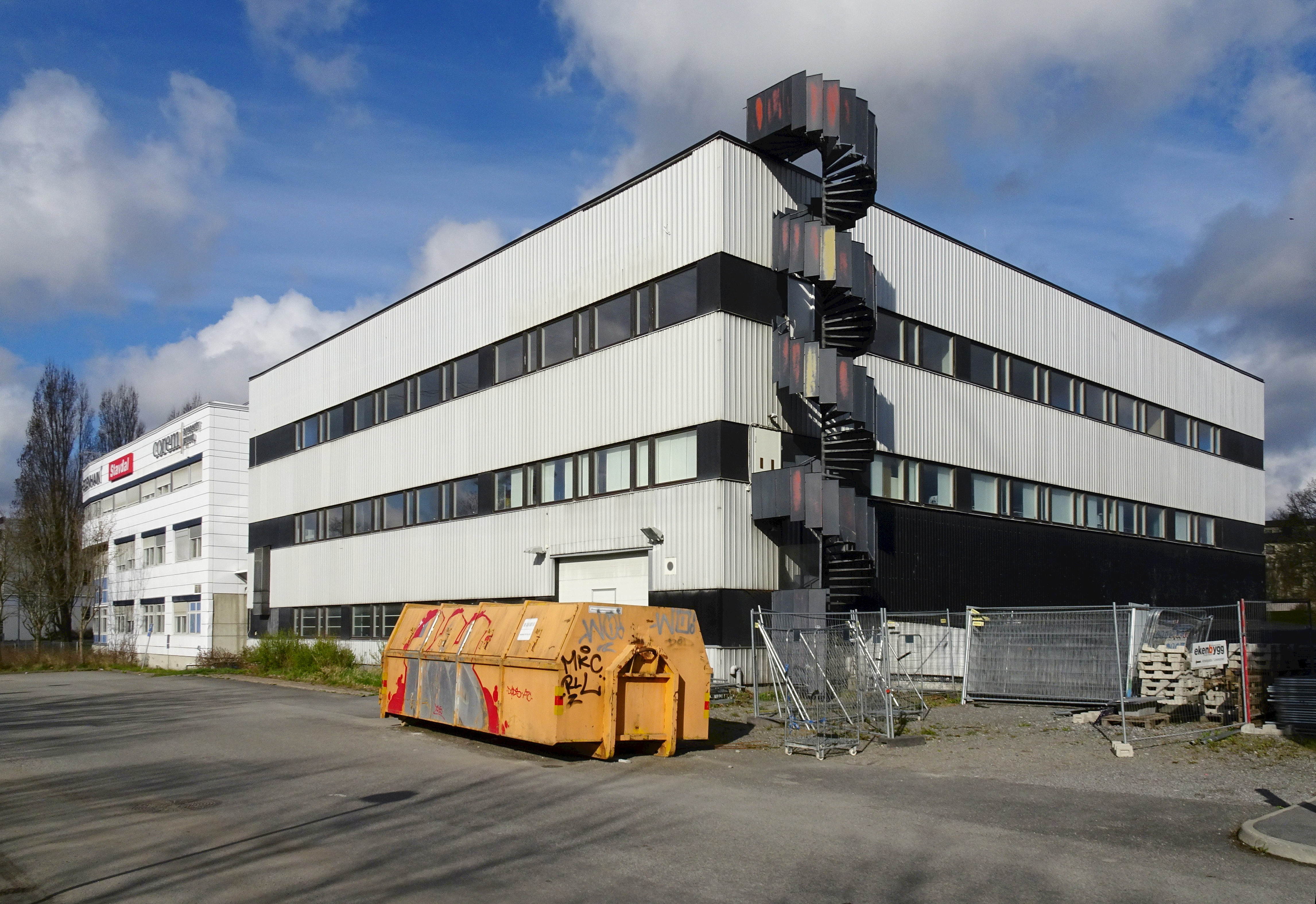
Honeywellhuset. Skärholmsvägen 3-5.